# Sommerminde
|  | Denne artikel er oprettet af botten PalnaBot ud fra en ekstern database. Den kan derfor have sproglige fejl eller mangler. Denne skabelon kan fjernes efter kontrol af indholdet. |

Sommerminde er en kortfilm instrueret af Lisbeth Aagaard efter eget manuskript.

## Handling
Karen er en ung kvinde, der er blevet gammel. En sensommerdag, omgivet af den sanselige natur ved havet, genoplever hun sin ungdoms kærlighed. Øjeblikket fra dengang synes så virkeligt, men er alligevel uigenkaldeligt forbi.